# Ildefons Lima
ldefons Lima Solà (ur. 10 grudnia 1979 w Barcelonie) – andorski piłkarz występujący na pozycji obrońcy. Obecnie jest zawodnikiem klubu FC Andorra B.